# Горан Јевтић
Горан Јевтић (Младеновац, 18. јануар 1978) српски је позоришни, телевизијски и филмски глумац.

## Биографија
Родом је из села Ковачевац, општина Младеновац. Дипломирао је глуму на Факултету драмских уметности у Београду 2001. године у класи професорке Биљане Машић.
Још током студија био је активан у бројним међународним и домаћим радионицама глуме, сценског покрета и технике гласа.
Игра у бројним српским позориштима као што су Југословенско драмско позориште, Атеље 212, Мало позориште „Душко Радовић“ итд.
Члан је ансамбла Позоришта „Бошко Буха” од 2001. године. Био је доцент на катедри за глуму Академије Уметности Београд од 2013. до 2020. године. Стални је члан ансамбла Атељеа 212 од 2024. године.
Добитник је једне од најпрестижнијих српских позоришних Награда Милош Жутић (2005/2006) за више улога у представи Окамењени принц која је постављена у копродукцији Малог позоришта „Душко Радовић“ са данским театрима Corona La Blanche, Teatret Lampe, Копенхаген, Данска и Позориштем лутака „Пинокио.”
Добитник је Награде Љубинка Бобић 2014. године.
Остале важније улоге укључују:
- Ромео - Ромео и Јулија, Српско народно позориште, Нови Сад,
- Гери - Shopping and Fucking, Југословенско драмско позориште,
- Андреас Сам - Ред вожње Андреаса Сама, Југословенско драмско позориште,
- Хитлер Хитлер и Хитлер, Атеље 212,
- Доктор - Федрина љубав, Југословенско драмско позориште,
- Салвадор Дали - Хистерија, Југословенско драмско позориште.[2]

На филму најчешће сарађује са редитељем Срђаном Драгојевићем и велику популарност постиже улогама у његовим филмовима Ми нисмо анђели 2, Свети Георгије убија аждаху и Парада .

## Пресуда за обљубу малолетника
Јевтић је осуђен  због тога што је у јуну 2014. године починио кривично дело недозвољене полне радње над дечаком који је у том тренутку имао шеснаест година. У октобру 2019. Виши суд у Сомбору је потврдио казну од десет месеци коју је преиначио  у затворску после жалбе тужилаштва. Такође му је забрањена комуникација са оштећеним малолетником и рад са децом.

## Театрографија
- Ромео и Јулија, трагедија Вилијама Шекспира у режији Предрага Штрпца, глумци: Горан Јевтић и Јована Мишковић, СНП, Нови Сад, 2005/2006. Фотографија је део фото збирке Српског народног позоришта.Српска драма - Синиша Ковачевић (Мало позориште „Душко Радовић”)
- Хајдуци - Бранислав Нушић (Мало позориште „Душко Радовић”)
- Шаргор - Игор Бојовић (Позориште „Бошко Буха”)
- Василиса прекрасна - Миодраг Станисављевић (Позориште „Бошко Буха”)
- Мачор у чизмама - Игор Бојовић (Позориште „Бошко Буха”)
- Лепотица и звер - Стеван Копривица (Позориште „Бошко Буха”)
- Принц Растко - монах Сава - Милован Витезовић (Позориште „Бошко Буха”)
- Ти ме Живка заборави - Милица Новковић (Позориште „Бошко Буха”)
- Вилов - Оскар Вајлд (Позориште Мата Милошевић, ФДУ)
- Дан Џ - Филип Вујошевић (Београдско драмско позориште)
- Физичари - Фридрих Диренмат (Омладинско позориште Дадов)
- Shopping&Fucking - Марк Равенхил (Југословенско драмско позориште)
- The merchant of Venice - Вилијам Шекспир
- Вожња чуном или сценарио за филм о рату – Петер Хандке (Theater Gruppe 80, Беч)
- Антоније и Клеопатра – Вилијам Шекспир  (Белеф, Сава центар)
- Кики и Бозо – Андреа Валеан (Мало позориште „Душко Радовић”)
- Ред вожње Андреаса Сама - Данило Киш (Југословенско драмско позориште)
- Ледени свитац - Владан Радоман (Мадленианум)
- Кисеоник - Иван Вирипајев (Белеф - Југословенско драмско позориште)
- Окамењени принц - Хенинг Манкел (копродукција Corona La Blanche, Teatret Lampe, Копенхаген, Данска, Позориште лутака „Пинокио” - Мало позориште „Душко Радовић”)
- Ромео и Јулија - Вилијам Шекспир (Српско народно позориште)
- Брод љубави - Небојша Ромчевић (Звездара театар)
- Ружни – редитељ Штрбац Предраг, Александра Гловацки (Белеф - Вечерња сцена Радовић)
- Декамерон - Ђовани Бокачо, редитељ Ања Ђорђевић (Позориште „Бошко Буха”)
- Хитлер и Хитлер - Константин Констјенко, редитељ Татјана Ригонат Мандић  (Атеље 212)
- Пластелин - Василиј Сигарев, редитељ. Никола Завишић (Атеље 212)
- Улога моје породице у светској револуцији - Бора Ћосић, редитељ Душан Јовановић (Атеље 212)
- Федрина љубав - Сара Кејн, редитељ Ива Милошевић (Југословенско драмско позориште)
- Инстант сексуално васпитање - Ђорђе Милосављевић, редитељ  Југ Радивојевић (Позориште „Бошко Буха”)
- Невиност - Деа Лоер, редитељ Дејан Мијач (Атеље 212)
- Сањари - Роберт Музил, редитељ  Милош Лолић (Југословенско драмско позориште)
- Харман - Маријус фон Мајенбург, редитељ Предраг Штрбац (Атеље212)
- Базен без воде - Марк Равенхил, редитељ Ђурђа Тесић (Народно позориште у Београду)
- Свици - Тена Штивичић, редитељ Татјана Ригонат Мандић (Атеље 212)
- Хистерија - Тери Џонсонс, редитељ Иван Вуковић (Југословенско драмско позориште)
- Рођени у Ју, редитељ Дино Мустафић (Југословенско драмско позориште)
- Василиса прекрасна - Миодраг Станисављевић, редитељ Милан Караџић (Позориште „Бошко Буха”)
- Изгнаници - Џејмс Џојс, редитељ  Бојан Ђорђев (Југословенско драмско позориште)
- Мој први пут - по мотивима књиге Кена Девенпорта (УК Вук Караџић)
- Школа рокенрола - по мотивима филма Школа рока, редитељ Бобан Скерлић (Позориште „Бошко Буха”)
- Својта - Небојша Ромчевић, редитељ Никола Завишић,  (Позориште „Бошко Буха”)
- Зли дуси - Фјодор Достојевски, редитељ Татјана Ригонат Мандић (Народно позориште у Београду)
- Инстант сексуално васпитање - Милица Пилетић  (Позориште „Бошко Буха”)
- Госпођа министарка - Бранислав Нушић (Позориште „Бошко Буха”)

## Филмографија
| Год.  | Назив                                      | Улога                     |
| ----- | ------------------------------------------ | ------------------------- |
| 1998. | Филм изненађења (кратки)                   |                           |
| 2001. | Породично благо                            | полицајац                 |
| 2001. | Она воли Звезду                            | Грашак                    |
| 2002. | Новогодишње венчање                        | Милан                     |
| 2003. | Мансарда                                   | Пеђа                      |
| 2003. | Кућа среће                                 | Грашак                    |
| 2003. | Добре намере                               |                           |
| 2004. | Живот је чудо                              | Милош                     |
| 2005. | Ми нисмо анђели 2                          | Андреја                   |
| 2006. | Ми нисмо анђели 3: Рокенрол узвраћа ударац | Кокс                      |
| 2007. | Миле против транзиције                     |                           |
| 2007. | Маска                                      | Жан                       |
| 2008. | На лепом плавом Дунаву                     | Јацек                     |
| 2008. | Свети Георгије убива аждаху                | Дане                      |
| 2009. | Пада киша у Ролан Гаросу                   | Филомен                   |
| 2009. | Последња аудијенција                       |                           |
| 2009. | Наша мала клиника                          | Лопов                     |
| 2008. | На лепом плавом Дунаву                     |                           |
| 2008. | Последња аудијенција                       | краљ Александар Обреновић |
| 2009. | Свети Георгије убива аждаху                | Дане                      |
| 2009. | Ђавоља варош                               | Филомен                   |
| 2011. | Парада                                     | Мирко                     |
| 2011. | У земљи крви и меда                        | Митар                     |
| 2013. | Љубав долази касније                       | бивши                     |
| 2013. | Мит о Сизифу                               |                           |
| 2017. | Комшије                                    | Боб Станковић             |
| 2021. | Нечиста крв: Грех предака                  | Парапута                  |
| 2021. | Нечиста крв (ТВ серија)                    | Парапута                  |
| 2021. | Небеса                                     | адвокат                   |
| 2023. | Поред тебе                                 |                           |

## Улоге у синхронизацијама цртаних филмова
| Година синх. | Цртани филм/серија                  | Улога                                                                    |
| ------------ | ----------------------------------- | ------------------------------------------------------------------------ |
| 2001-2003.   | Телетабиси (1997)                   | Дипси                                                                    |
| 2002.        | Седам малих монструма               | (специјални гост)                                                        |
| 2002.        | Нова три спадала (Хепи ТВ)          | Лери, Џо итд. (неких од епизода)                                         |
| 2002.        | Господин свирач (Хепи ТВ)           | Господин свирач итд. (неких од епизода)                                  |
| 2002.        | Супер миш (Хепи ТВ)                 | разни ликови                                                             |
| 2002.        | Принцеза из океана                  | Ненда, Галијел итд.                                                      |
| 2003.        | Марсупилами                         | Господин Фил                                                             |
| 2003.        | Кенгури кошаркаши                   | Напо, Мистер Ди итд.                                                     |
| 2003.        | Господин Муфљуз                     | Клињус, Крле итд.                                                        |
| 2003.        | Кртица слави Божић                  | Крцко, Плашљива ласица                                                   |
| 2003.        | Соников Божићни јуриш               | Соник, Др. Роботник итд.                                                 |
| 2003.        | Инспектор Геџет спашава Божић       | Инспектор Геџет, Др. Кло                                                 |
| 2004-2008    | Покемон (сезона 1-5, 7)             | Еш Кечам                                                                 |
| 2004.        | Несташни духови                     | Херкул, Тоби итд.                                                        |
| 2005.        | Покемон хронике                     | Еш, Џими, Буч, Мјау, Ричи, Гилберт, Професор Нанба, Гери Оук, Приповедач |
| 2005.        | Зебра тркачица                      | Штрафта                                                                  |
| 2005.        | Божићна прича                       |                                                                          |
| 2006.        | Б-Даман                             | Јамато Делгадо                                                           |
| 2006.        | Фифи и цветно друштво               | Бамбл, Спори                                                             |
| 2006.        | Ледено доба 2: Отапање              | Креш                                                                     |
| 2006.        | Гарфилд 2                           | Г-дин Хобс                                                               |
| 2006.        | Сезона лова                         | Елиот                                                                    |
| 2007.        | Аладин (цртана серија) (Мириус)     | Дух                                                                      |
| 2009.        | Ледено доба 3: Диносауруси долазе   | Креш                                                                     |
| 2010.        | Шрек срећан заувек                  | Румпелстилскин                                                           |
| 2010.        | Покемон хероји: Латиос и Латиас     | Еш Кечам                                                                 |
| 2011.        | Ледено доба: Мамутски Божић         | Креш                                                                     |
| 2012.        | Ледено доба 4: Померање континената | Креш                                                                     |
| 2012.        | Алиса у земљи чуда                  | Шеширска мачка                                                           |
| 2012.        | Разбијач Ралф                       | Краљ Бомбон / Турбо                                                      |